# اپونین
اپونین تناردیه یک شخصیت خیالی در رمان فرانسوی بینوایان اثر ویکتور هوگو است. او دختر بزرگ تناردیه است. اپونین در کودکی از کوزت، دختر فانتین، نفرت زیادی داشت.